# Narón
Narón ist eine spanische Gemeinde in der Autonomen Gemeinschaft Galicien. Narón ist auch eine Stadt und eine Parroquia sowie der Verwaltungssitz der gleichnamigen Gemeinde. Die 39.285 Einwohner (Stand: 2024) leben auf einer Fläche von 66,91 km², rund 50 km von der Provinzhauptstadt A Coruña entfernt.

## Bevölkerungsentwicklung der Gemeinde
Legende: Malpica___Narón

Quelle: INE-Archiv – grafische Aufarbeitung für Wikipedia

## Gemeindegliederung
Die Gemeinde Narón ist in acht Parroquias gegliedert:
| Parroquias        | Patrozinium         | Einwohner 2024 | Fläche km² | Dichte Einw./km² | Höhe msnm | Ortskennzahl |
| ----------------- | ------------------- | -------------- | ---------- | ---------------- | --------- | ------------ |
| Castro            | Santa María         | 890            | 4,79       | 186              | 33        | 15054010000  |
| Doso              | San Lourenzo        | 415            | 2,98       | 139              | 108       | 15054020000  |
| Narón             |                     | 32.503         | 11,03      | 2.947            | 25        | 15054000100  |
| Pedroso           | San Salvador        | 698            | 11,15      | 63               | 62        | 15054100000  |
| San Xiao de Narón | San Xiao            | 974            | 5,60       | 174              | 21        | 15054090000  |
| Sedes             | Santo Estevo        | 975            | 13,05      | 75               | 86        | 15054110000  |
| Trasancos         | San Mateo           | 750            | 4,55       | 165              | 47        | 15054120000  |
| O Val             | Santa María a Maior | 1.837          | 13,81      | 133              | 75        | 15054130000  |

## Wirtschaft
| Ackerbau, Viehzucht und Fischerei                                                  | 0233   | 01,55  |
| Industrie                                                                          | 02.554 | 017,04 |
| Bauwirtschaft                                                                      | 01.121 | 07,48  |
| Dienstleistungsbetriebe                                                            | 11.078 | 073,92 |
| Total                                                                              | 14.986 | 100,00 |
| * Daten aus dem Statistischen Amt für Wirtschaftliche Entwicklung in Galicien, IGE |        |        |

## Sehenswürdigkeiten

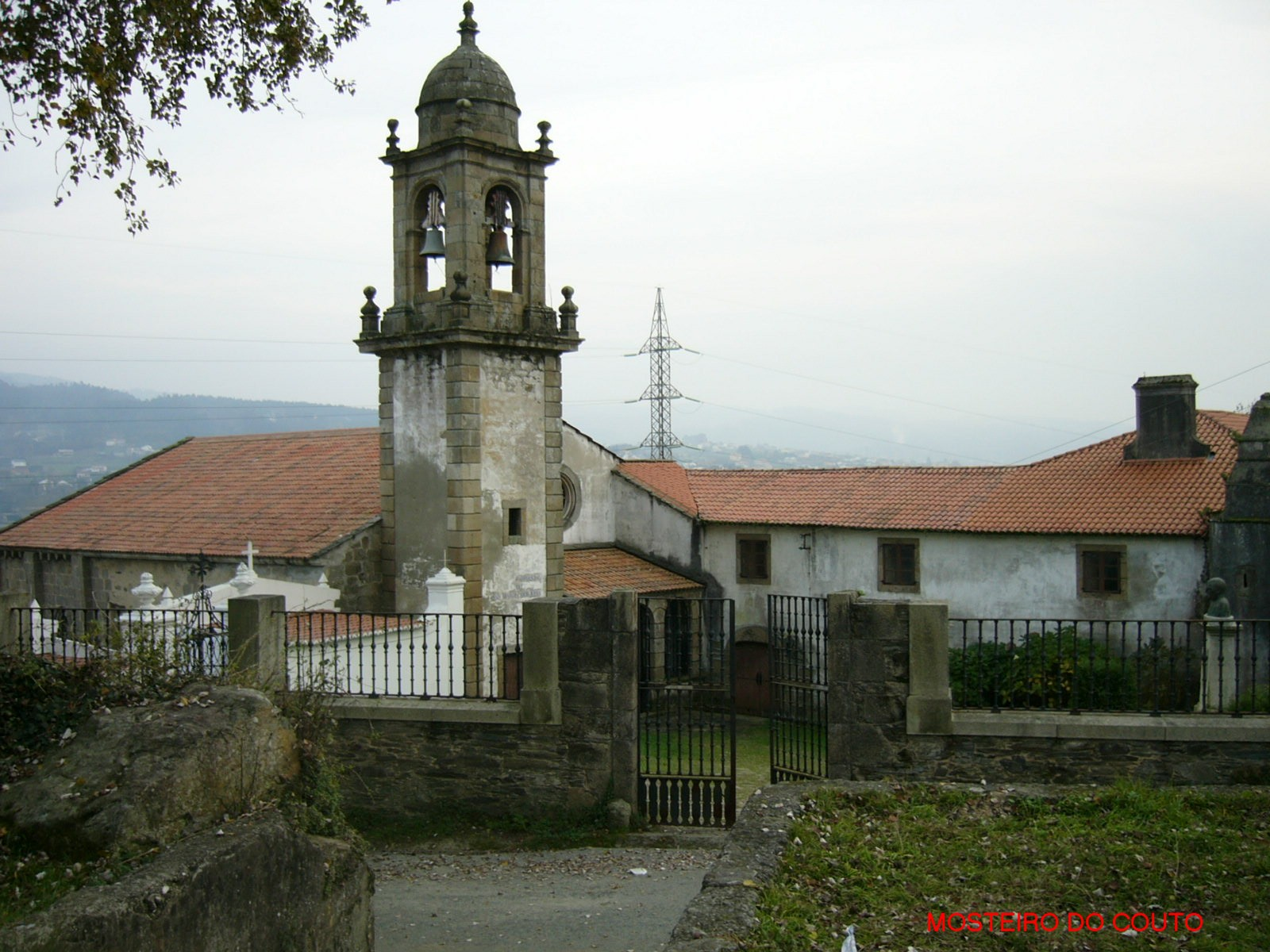

- Pfarrkirchen der Parroquias bieten einen Einblick in die religiöse Architektur der Region
- Kloster (Mosteiro) de San Martiño de Xuvia von 977
- Pena Molexa, eine markante Felsformation nördlich der Stadt